# Episodi de Il prigioniero

Screenshot dall'ep. 2

Questa è la lista degli episodi della serie televisiva Il prigioniero, trasmessa nel Regno Unito tra il 1967 e il 1968. In Italia la serie fu proposta in maniera spesso disordinata e incompleta: tra novembre e dicembre 1974 il Secondo Programma trasmise sei episodi scelti; diversi anni dopo, tra il 10 dicembre 1980 e l'11 marzo 1981 la stessa rete (divenuta Rete 2) trasmise i restanti 11, in ordine sparso. In seguito l'intera serie venne ridoppiata per le emittenti locali e trasmessa diverse volte; Italia 1 trasmise l'intera serie con questo ridoppiaggio tra giugno e settembre del 2003. Nel 2002 la serie è stata riproposta in versione DVD con il doppiaggio Rai.
Per ogni episodio vengono indicati il titolo italiano nel doppiaggio Rai e quello nel ridoppiaggio per le emittenti locali.
Va sottolineato che la narrazione della serie, per quanto apparentemente episodica, presenta un filo conduttore progressivo, riconoscibile da dettagli più o meno evidenti, quale ad esempio la maggiore o minore familiarità del Prigioniero con i meccanismi interni del Villaggio. La seguente tabella propone inizialmente gli episodi secondo l'ordine della prima TV inglese, mantenuto in diverse repliche e pubblicazioni home video, nonché nella riedizione DVD italiana del 2013: esso posiziona correttamente il primo e gli ultimi due episodi, ma l'ordine degli altri rivela alcune incongruenze cronologiche e narrative. I DVD italiani del 2002 seguono l'ordine usato nelle prime trasmissioni statunitensi (dal 1968), secondo cui gli episodi da 9 a 14 sono disposti nella sequenza: 13, 11, 9, 14, 12, 10, mentre i restanti sono nella stessa posizione della prima TV inglese. (L'episodio Fantasia e realtà venne in realtà saltato nella prima TV statunitense per motivi non chiariti a pieno; fu poi reintegrato nelle repliche). Esistono altri ordinamenti con qualche grado di riconoscimento ufficiale di cui si dà conto nella tabella, la quale è ordinabile nelle diverse sequenze disponibili.
L'ordine più corretto in cui visionare gli episodi ha stimolato molti dibattiti tra i fan, e vari gruppi e singoli critici hanno avanzato ulteriori proposte di ordinamenti alternativi.

## Lista episodi

### Legenda degli ordinamenti
- n°: l'ordine della prima TV inglese menzionato sopra, comunemente utilizzato. In particolare viene seguito nella pubblicazione in Blu-ray del 2009 a cura di A&E Home Video;[3]
- USA: l'ordine della prima TV statunitense, menzionato sopra;
- prod.: l'ordine di produzione degli episodi. Nel caso de Il prigioniero esso è insoddisfacente, ad esempio perché l'episodio Le sette età dell'uomo / C'era una volta (Once Upon a Time), che è chiaramente il penultimo dal punto di vista cronologico, è posizionato al numero 6;[4]
- Inf: questo ordine è presente in una brochure dal titolo "Story Information" realizzata all'epoca dalla ITC, e pubblicata nel quinto disco dell'edizione Blu-ray del 2009 come storyinf.pdf. In essa il primo episodio è chiamato The Arrival. Fu utilizzato anche per una replica nel Regno Unito su Channel 4 nel 1983-84, nonché per la prima TV in Francia[5];
- 6of1: ordine proposto dal gruppo di fan della serie "Six of One", utilizzato nei DVD editi da A&E.[6] Altri ordini proposti da fan sono simili a questo, con alcune inversioni o altre differenze. Una maratona organizzata dal canale tematico inglese Sci Fi Channel utilizzava un ordine quasi identico, ma ma con Persecuzione / La danza dei morti (Dance of the Dead) posto prima di Libertà per tutti / La campagna elettorale (Free for All) e Il dittatore / Il generale (The General) posto prima di Dormire, forse sognare / A, B & C (A. B. and C.);
- KTEH: ordine proposto da Scott Apel per l'emittente locale statunitense KTEH, l'affiliata PBS di San Jose in California.

| nº | USA | prod | Inf | 6o1 | KTEH | Titolo originale                | Titolo italiano (Rai / locali)                            | Prima TV originale | Prima TV Italia  |
| -- | --- | ---- | --- | --- | ---- | ------------------------------- | --------------------------------------------------------- | ------------------ | ---------------- |
| 1  | 1   | 1    | 1   | 1   | 1    | Arrival                         | Arrivo all'isola / L'arrivo                               | 1º ottobre 1967    | 11 novembre 1974 |
| 2  | 2   | 5    | 7   | 5   | 4    | The Chimes of Big Ben           | Servizi segreti / I rintocchi del Big Ben                 | 8 ottobre 1967     | 11 febbraio 1981 |
| 3  | 3   | 10   | 3   | 6   | 9    | A. B. and C.                    | Dormire, forse sognare / A, B & C                         | 15 ottobre 1967    | 25 novembre 1974 |
| 4  | 4   | 2    | 5   | 2   | 5    | Free for All                    | Libertà per tutti / La campagna elettorale                | 22 ottobre 1967    | 14 gennaio 1981  |
| 5  | 5   | 7    | 4   | 8   | 7    | The Schizoid Man                | Tentativo di evasione / Il sosia                          | 29 ottobre 1967    | 10 dicembre 1980 |
| 6  | 6   | 11   | 8   | 7   | 8    | The General                     | Il dittatore / Il generale                                | 5 novembre 1967    | 17 dicembre 1980 |
| 7  | 7   | 13   | 2   | 9   | 6    | Many Happy Returns              | Ritorno a casa / Il ritorno del figlio prodigo            | 12 novembre 1967   | 18 novembre 1974 |
| 8  | 8   | 4    | 12  | 3   | 2    | Dance of the Dead               | Persecuzione / La danza dei morti                         | 26 novembre 1967   | 25 febbraio 1981 |
| 9  | 11  | 3    | 6   | 4   | 3    | Checkmate                       | Regina, torre, pedina / Scaccomatto                       | 3 dicembre 1967    | 2 dicembre 1974  |
| 10 | 14  | 12   | 10  | 12  | 14   | Hammer Into Anvil               | Passa un giorno, passa l'altro / L'incudine e il martello | 10 dicembre 1967   | 9 dicembre 1974  |
| 11 | 10  | 8    | 9   | 10  | 11   | It's Your Funeral               | Il complotto / L'attentato                                | 17 dicembre 1967   | 7 gennaio 1981   |
| 12 | 13  | 9    | 11  | 11  | 13   | A Change of Mind                | L'asociale / Cambiamento di personalità                   | 31 dicembre 1967   | 21 gennaio 1981  |
| 13 | 9   | 14   | 15  | 13  | 12   | Do Not Forsake Me Oh My Darling | Lo scacco del barbiere / Una mente per due corpi          | 7 gennaio 1968     | 16 dicembre 1974 |
| 14 | 12  | 15   | 14  | 14  | 10   | Living in Harmony               | Fantasia e realtà / Lo straniero                          | 14 gennaio 1968    | 18 febbraio 1981 |
| 15 | 15  | 16   | 13  | 15  | 15   | The Girl Who Was Death          | Fuga dalla morte / La figlia dello scienziato pazzo       | 21 gennaio 1968    | 28 gennaio 1981  |
| 16 | 16  | 6    | 16  | 16  | 16   | Once Upon A Time                | Le sette età dell'uomo / C'era una volta                  | 28 gennaio 1968    | 4 marzo 1981     |
| 17 | 17  | 17   | 17  | 17  | 17   | Fall Out                        | Evasione / La rivolta                                     | 4 febbraio 1968    | 11 marzo 1981    |

## Arrivo all'isola
- Titolo originale: Arrival
- Diretto da: Don Chaffey
- Scritto da: George Markstein, David Tomblin

### Trama
L'episodio, e la serie, iniziano con le inquadrature di un uomo che guida in mezzo al traffico di Londra una sportiva Lotus Seven gialla e nera. Dopo avere parcheggiato l'automobile in un parcheggio sotterraneo, l'uomo si dirige con passo deciso in un ufficio, dove ha un'accesa discussione con un uomo calvo (interpretato da George Markstein, coautore della serie). Il rumore di un tuono non dà la possibilità allo spettatore di sentire il dialogo, ma l'alterco si conclude con l'uomo della Lotus che getta una busta sulla scrivania dell'uomo calvo.
Mentre l'uomo esce dal palazzo, sul suo cartellino identificativo vengono stampate una serie di X, e infilato nella sua cartella, che viene riposta in uno scaffale contraddistinto dall'indicazione "RESIGNED", dimissionario. Tornato a casa, intanto, l'uomo sta preparando le valigie, ma non si accorge che qualcuno lo ha seguito, e che inietta gas soporifero nella sua abitazione. Quello che sta per diventare il prigioniero numero 6 sviene.
Confuso, l'uomo si risveglia in quello che a prima vista gli sembra il proprio appartamento, ma un'occhiata fuori dalla porta di casa lo convince del suo errore di valutazione: nessun segno di Londra, bensì un villaggio di antiche case su un'isola verdeggiante. Nella prima esplorazione del villaggio, l'uomo si imbatte in alcuni strani abitanti del luogo, che vanno in giro con sgargianti vestiti colorati e bizzarri copricapi, portano un grosso bottone con un numero, e lo salutano con uno strano gesto della mano, unendo in un occhiello pollice e indice. Preso anche il primo taxi, una piccola vettura simile a un cart del golf, l'uomo si rende conto che l'isola è molto ben protetta, chiusa su 3 lati dalle montagne e sul quarto da quello che nelle mappe viene indicato semplicemente come "Il mare". Nessuno di coloro che interpella sa o vuole dargli informazioni su dove si trovi.
Tornato al suo appartamento, l'uomo si accorge che in sua assenza è stato affisso il numero 6 sopra la porta: entrato dentro, risponde al telefono che squilla, e una voce che lo chiama Numero 6 lo invita al "Palazzo verde", per conoscere il capo dell'isola, il Numero 2. Introdotto dal maggiordomo, un nano che sarà l'unica presenza fissa quando cambieranno i suoi superiori, il prigioniero fa la conoscenza del Numero 2, la maggiore carica dell'isola, visto che il Numero 1 non si è mai mostrato a nessuno: con efficienza da burocrate, il Numero 2 spiega al prigioniero che il motivo per il quale è stato portato sull'isola è dato dal fatto che le motivazioni delle sue dimissioni non sono state chiare al suo Governo, e che date le sue conoscenze non poteva essere lasciato libero. Tutti gli abitanti del Villaggio, spiega il Numero 2, sono nelle condizioni del Numero 6, e tutti hanno accettato serenamente la nuova situazione, che può anche rivelarsi piacevole.
Anche perché per chi non l'accetta e tenta la fuga sono pronti a entrare in azione i Rover,
giganteschi palloni flosci dall'apparenza innocua. Per dimostrarne l'efficacia, il Numero 2 ne attiva uno, che si mette alla caccia di un fuggitivo: con una efficacia quasi da essere senziente il Rover, che emette un fastidiosissimo sibilo quando si muove, cattura il fuggitivo, e gli si appoggia con forza sul volto, occludendogli naso e bocca, mentre il disperato tenta di urlare.
Il prigioniero tenta comunque la fuga, ma viene presto raggiunto da un Rover in cui intervento lo costringe a un ricovero nell'ospedale del villaggio. Qui il Numero 6 incontra Cobb, ex collega dei servizi segreti, anche lui prigioniero dell'isola. Cobb non dà molte informazioni al Numero 6 e sembra integrato nel nuovo mondo, ma poi all'improvviso compie un gesto insano, gettandosi dalla finestra della stanza. Dimesso dall'ospedale e sempre più sconcertato il Numero 6 torna al suo appartamento, dove trova i nuovi vestiti in stile abitante del villaggio e un grosso badge che porta impressa l'immagine di un velocipede di inizio '900, simbolo del Villaggio, e il suo nuovo identificativo.
Provato dagli ultimi avvenimenti, il Numero 6 torna dal Numero 2, che con sua sorpresa scopre essere cambiato: quello attuale sembra molto meno ben disposto nei confronti del prigioniero. Al funerale di Cobb, il Numero 6 si imbatte in una donna, che gli rivela essere l'amante del defunto, con il quale stava progettando un piano di fuga dall'isola. La donna dà al prigioniero uno speciale pass, con il quale afferma si possono controllare i Rover, e avere accesso a un elicottero che si trova sulla spiaggia. Pur se poco convinto, il Numero 6 si reca alla spiaggia, dove effettivamente riesce a salire sull'elicottero, evitando i palloni guardiani. Ma tutto si rivela una trappola, un gioco crudele del Numero 2 per fiaccare la volontà del fuggitivo: l'elicottero è infatti pilotato a distanza da un tecnico della Base operativa dell'isola, e torna indietro.
Il Numero 2 intanto lascia in libertà Cobb, che non era morto, il quale se ne va perché "non deve fare aspettare i suoi nuovi padroni".
- Altri interpreti: Virginia Maskell, Guy Doleman, Paul Eddington, George Baker
- Esistono due versioni di questo episodio: la seconda, leggermente più lunga e con un finale diverso, nel quale il Rover attacca il Numero 6 dopo che questi torna a terra dall'elicottero, è stata distribuita in DVD in Inghilterra nel 2003.
La donna che consegna al prigioniero la chiave per l'elicottero è un osservatore, una spia che l'organizzazione mette sulle tracce di persone particolarmente poco inclini ad accettare la loro nuova situazione di prigionieri. Il Numero 6 si troverà di fronte al proprio osservatore personale, un'altra donna, nell'ottavo episodio, La danza dei morti.

## Servizi segreti
- Titolo originale: The Chimes of Big Ben
- Diretto da: Don Chaffey
- Scritto da: Vincent Tisley

### Trama
Gli altoparlanti invitano gli abitanti del villaggio a partecipare a un concorso di artigianato. Il Numero 6 sembra dare poco peso alla cosa. Mentre conversa con il Numero 2, seduto al tavolo del ristorante, l'elicottero sbarca una donna in stato di incoscienza. La nuova arrivata sarà la nuova vicina del Numero 6, con il Numero 8. La donna rivela di chiamarsi Nadia e di essere lituana. Numero 6 è sospettoso e non si fida della donna, ma quando questa rischia la vita tentando un'evasione a nuoto, e un Rover la intercetta mandandola in ospedale, il Prigioniero decide di intercedere per lei. Promette al Numero 2 che parteciperà di più alla vita dell'isola se lascerà libera la donna. Quello che sembra un Numero 6 molto più mansueto risulterà addirittura il vincitore del concorso di artigianato, con un'opera d'arte astratta che risulta migliore di quella degli altri isolani, tutti ritratti del Numero 2.
Nadia confessa di trovarsi sull'isola dopo avere dato le dimissioni; lavorava per il governo, e ha avuto modo di venire a conoscere l'esistenza del villaggio che secondo lei si trova in Estonia, a 30 miglia dal confine lèttone. L'isola sembra un centro di rieducazione per tutte le parti coinvolte nella contrapposizione internazionale. Con le unità di lavoro vinte, Numero 6 acquista un grosso arazzo da un altro concorrente, e mette al corrente Nadia del suo piano di fuga: opportunamente smontata, infatti, la sua opera d'arte è in realtà una zattera, e con l'arazzo ha ottenuto la vela che gli serve per andarsene. Di notte, i due mettono in atto l'evasione; un Rover li insegue, ma viene fermato a colpi di fucile da un amico di Nadia che sembra in attesa. Tutto è pronto per portarli a Londra, ben nascosti in alcune casse di legno: in camion fino a Danzica, in nave fino a Copenaghen e da qui in Inghilterra via aerea.
Un banale incidente procura la rottura dell'orologio del Numero 6, che se lo fa prestare dall'amico di Nadia. Raggiunta Londra, si recano subito al vecchio ufficio del Numero 6, che in cambio della protezione per sé e la sua amica, promette ai suoi capi di rivelare il motivo che lo ha portato a rassegnare le dimissioni. Ma mentre sta per parlare, viene interrotto dai familiari rintocchi del Big Ben: Numero 6 guarda l'orologio che ha al polso, e si accorge che segna la stessa ora, malgrado la diversità di fuso orario tra Inghilterra e Polonia.
Il tranello è svelato: i rintocchi del Big Ben sono riprodotti da un registratore, il Numero 6 non si è mai spostato dall'isola. Esce dall'edificio e si ritrova nel villaggio, dove incrocia Nadia insieme al numero 2.
- Altri interpreti: Leo McKern, Nadia Gray, Finlay Currie, Richard Wattis
- Esiste anche una versione alternativa dell'episodio, in cui il Numero 6 utilizza un congegno per individuare la rotta dell'imbarcazione sulla quale si trova.
Quando i due fuggitivi vengono rinchiusi nei contenitori di legno, separati da un divisorio, la mano di McGoohan magicamente lo attraversa, rivelando il trucco scenografico.

## Dormire, forse sognare
- Titolo originale: A. B. and C.
- Diretto da: Pat Jackson
- Scritto da: Anthony Skene

### Trama
Il nuovo Numero 2 è pressato dal Numero 1 per risolvere la questione del prigioniero Numero 6, che continua a rifiutarsi di collaborare. Per vincere la sua resistenza, il Numero 2 si affida allora a un avveniristico sistema messo a punto da una scienziata, il Numero 14, consistente in una droga in grado di fiaccare le resistenze, e un sistema video in grado di mostrare su uno schermo, come fosse un film, i sogni dei soggetti sottoposti all'esperimento. Lo scopo del Numero 2 è, come sempre, capire il motivo delle dimissioni del Numero 6, e in particolare scoprire a chi potesse vendere informazioni segrete. Per questo fornisce al Numero 14 tre dischi su cui sono registrati i dati di persone importanti nella vita del prigioniero, che vengono poi inseriti nella memoria del Numero 6. Le persone sono tre, etichettate con le lettere A, B e C.
Il prigioniero viene collegato privo di sensi alla macchina; per effetto di una droga sperimentale, sogna di trovarsi a Parigi durante le feste organizzate dall'eccentrica Madame Engadine; qui incontra "A", un agente che è passato dall'altra parte. Non è a lui tuttavia che il prigioniero vuole vendere informazioni, perché malgrado venga prelevato dalla festa e condotto in auto fuori città, mette fuori combattimento A suon di pugni. Per non rischiare di compromettere la salute del Numero 6, il Numero 14 interrompe il trattamento per 24 ore. Al mattino il prigioniero si risveglia senza avere ricordi della sera precedente, convinto di avere sognato; ma una lesione sul polso gli fa sospettare che sia in corso qualcosa che lo riguarda. Malgrado fosse in stato di incoscienza durante l'esperimento, riconosce al villaggio il numero 14.
Ma anche la sera successiva, addormentatosi a causa di un sonnifero nel caffè, il Numero 6 si ritrova sul letto del laboratorio. Stavolta al ricevimento di Madame Engadine incontra "B", una donna che per farlo confessare finge di essere minacciata di morte da altre spie. Siccome oppone una forte resistenza, il Numero 14 decide di influenzare il suo dialogo con B suggerendo battute di dialogo; tuttavia, anche se addormentato, il Numero 6 è un osso duro, e scopre che la donna non è quella che vuol fare credere.
La mattina seguente, accortosi di un'altra puntura sul polso, si insospettisce ancora di più, e decide di pedinare il Numero 14. Arrivato al laboratorio segreto il Numero 6 riesce a entrarvi e grazie alle immagini del ricevimento sullo schermo e le foto delle sue vecchie conoscenze riesce a ricostruire l'esperimento. Per sabotarlo, diluisce la droga nella siringa che gli dovrà essere iniettata. La sera finge di bere il sonnifero e si fa portare al laboratorio, dove va in scena il suo piano.
Nel corso del terzo sogno, infatti, è ancora più risoluto a non subire i condizionamenti, e inizia un gioco psicologico con i suoi avversari, che fino alla fine non si renderanno conto di essere stati superati con le loro armi: prima mostra al Numero 2 e al Numero 14 il volto di "C", che essi non conoscevano: si tratta di Madame Engadine, l'ospite del ballo al quale il Numero 6 sta partecipando nei suoi sogni-ricordi, poi fa credere di avere una busta contenente informazioni segretissime, che è pronto a vendere a quello che Madame Engadine chiama "Il gran capo". Ma la beffa finale del Numero 6 è pronta: il gran capo ha il volto del Numero 2. Non contento, il Numero 6 mostra ai suoi nemici sé stesso dentro il laboratorio, dove consegna al Numero 2 il contenuto della busta segreta: una serie di dépliant di località da villeggiatura. Afferma che quando ha dato le dimissioni non era per tradire, ma per andare in vacanze.
- Altri interpreti: Sheila Allen (il Numero 14), Katherine Kath, Colin Gordon, Peter Bowls
- Il numero 2 di questo episodio tornerà anche nel sesto, Il dittatore, ma il fatto che in questo episodio fallisca miseramente il proprio compito, fa pensare che in realtà nell'ordine temporale della serie l'episodio 6 avrebbe dovuto essere trasmesso prima.
La trama dell'episodio è motivo di discussione tra due drogati nelle strade di Parigi, nel film Killing Zoe.

## Libertà per tutti
- Titolo originale: Free for All
- Diretto da: Pat Jackson
- Scritto da: Anthony Skene

### Trama
È tempo di elezioni, sull'isola: si deve votare per il nuovo Numero 2, e quello uscente fa pressioni sul Numero 6 perché si candidi in opposizione a lui; ottiene il suo consenso quando gli prospetta la possibilità di introdurre novità per la vita dell'isola, e di potere finalmente incontrare il Numero 1, se dovesse vincere.
Quello in cui il Numero 6 si ritrova, in realtà, è un carrozzone carnevalesco, dove i cittadini dell'isola ripetono a comando gli slogan dei candidati, e sono pronti a schierarsi subito dalla parte del nuovo candidato: i cartelloni elettorali con il volto del Numero 6 compaiono magicamente un attimo dopo che questi ha annunciato la sua volontà di accettare la candidatura. E anche la stampa dell'isola non è delle più imparziali: dopo un'intervista in cui ha risposto "no comment" alle domande, scopre che sul foglio del villaggio gli vengono attribuite dichiarazioni che non ha mai fatto.
Per la durata della campagna elettorale, il Numero 2 gli ha concesso un autoveicolo e l'aiuto entusiasta della Numero 58, una giovane e bella donna che parla una lingua slava e non conosce l'inglese. Ma quando il Prigioniero, davanti al Consiglio uscente dell'isola, mostra che il suo atteggiamento radicale non è cambiato, si decide per una sua "rieducazione" più drastica, con una macchina in grado di leggere i suoi veri pensieri. Esce completamente cambiato dal lavaggio del cervello, è ora più ben disposto verso la campagna elettorale, con discorsi pieni di promesse assurde. Ma improvvisamente si rende conto di cosa è successo. Riesce a fuggire, ruba un motoscafo e si allontana in mare, ma viene inseguito dal Numero 2 in elicottero e i rover lo riportano indietro al villaggio.
Il condizionamento continua, anche durante le ore notturne. Il Numero 6 conduce una campagna elettorale stringente, seguito dall'immancabile Numero 58, e promettendo libertà per tutti conquista poco per volta i consensi degli abitanti del villaggio.
Il giorno delle elezioni è un trionfo schiacciante per il Numero 6, che diventa il nuovo Numero 2 e penetra nella sala comando, seguito dalla fedele Numero 58. Qui però non reagisce bene al condizionamento ricevuto e la donna lo schiaffeggia brutalmente per farlo tornare in sé; lui invita gli abitanti del villaggio a ribellarsi e a fuggire attraverso tutti gli altoparlanti dell'isola. Intervengono delle guardie che lo assalgono e malmenano duramente; prima di essere riportato in barella alla propria casa, il prigioniero scopre che il Numero 58 non solo parla la sua lingua, ma è lei in realtà il nuovo Numero 2, al di là della farsa elettorale.
- Altri interpreti: Rachel Herbert (Numero 58), Eric Portman (Numero 2).

## Tentativo di evasione
- Titolo originale: The Schizoid Man
- Diretto da: Pat Jackson
- Scritto da: Terence Feely

### Trama
Il Numero 6 aiuta un'altra abitante del villaggio, la Numero 24, in un esperimento di lettura del pensiero, tramite carte che rappresentano simboli elementari. Un movimento scomposto della ragazza provoca un segno nero su un'unghia del Prigioniero. La sera stessa, dalla sala comando il nuovo Numero 2 ordina di rendere più profondo il suo sonno tramite la lampada che ha sopra il letto; viene poi trattato da due medici e al mattino, al risveglio, si ritrova con un paio di baffi e trasformato nel Numero 12.
Il Numero 2 lo invita a colazione e gli parla come fosse un vecchio amico richiamato in servizio per riuscire a estorcere le informazioni al testardo Numero 6. Il Prigioniero capisce subito il gioco del Numero 2, e lo asseconda lasciando che gli radano i baffi e lo trasformino in se stesso. Ma l'incontro con il proprio sosia comincia a fargli nascere alcuni dubbi. Nel suo appartamento c'è infatti una sua copia perfetta, che si comporta come lui, anche nell'atteggiamento sprezzante, e proclama di essere il vero Numero 6. Questi arriva anche a elogiare il Prigioniero per la somiglianza, ma ne critica alcuni sbagli, come il fatto che è mancino, cosa che il Numero 6 non è mai stato, o che non fuma i sigari, preferiti invece dal Numero 6 alle sigarette.
Per provare la sua tesi il falso Numero 6 sfida quello vero a una gara con la pistola, a una sfida di scherma e a pugilato, ottenendo sempre vittorie nette perché il Numero 6 è condizionato a comportarsi da mancino quando in realtà è destro. Con uno dei capovolgimenti tipici dei padroni dell'isola il falso Numero 6 viene arrestato dal Numero 2 e duramente interrogato alla presenza del Prigioniero, come se volessero fargli confessare di essere un impostore che sostituisce il Numero 6. Il Prigioniero, per dimostrare la propria identità, ottiene di convocare la numero 24 (che egli chiama per nome, Alison). Vuole infatti tentare la prova della lettura del pensiero, vista la loro perfetta sintonia.
Purtroppo per lui Alison sbaglia quattro risposte su cinque, mentre le indovina tutte con il falso Numero 6. La sua ragione vacilla, comincia a credere di essere davvero il Numero 12. Per sua fortuna si accorge di avere ancora sull'unghia il livido che si è procurato il giorno prima dell'inizio dell'esperimento. A questo punto ricorda tutto: il periodo trascorso nella struttura segreta, e le violenze fisiche e psicologiche subite per modificare il suo comportamento: dalle cose minime, quali fargli preferire le sigarette ai sigari, a quelle drastiche, come trasformarlo in mancino.
Sottopostosi a un trattamento drastico di scossa elettrica per ridiventare destrimane il Numero 6 mette in atto il proprio piano per rivalersi delle angherie. Affronta l'impostore in un corpo a corpo e riesce ad averne la meglio e lo costringe a rivelargli la parola d'ordine datagli dal Numero 2 per distinguerli: opportunamente, vista la situazione, è "lo schizofrenico". Ma la lotta tra i due continua, anche fuori dall'appartamento, quando un rover gli si para davanti. Il Numero 6 riesce a essere più convincente nel proclamarsi Numero 12, e il Rover finisce per attaccare l'impostore, uccidendolo.
Avuta la meglio sul sosia il Numero 6 cerca di sfruttare la situazione, presentandosi al Numero 2 come il Numero 12 e chiedendo di andarsene dall'isola. Ma il comportamento del Numero 6 insospettisce il capo dell'isola, che infine fa una domanda trabocchetto al prigioniero, sulla moglie del Numero 12, morta l'anno prima. Il Numero 6 parte comunque su un elicottero, ma il tragitto verso la libertà è breve, e si conclude dopo pochi minuti, con l'atterraggio sull'isola della prigionia. Prima della sua partenza Alison, che ha capito lo scambio, riesce a confessargli che se avesse una seconda occasione, non lo tradirebbe più.
- Altri interpreti: Jane Merrow (Alison, la Numero 24), Anton Rodgers (il Numero 2)
- Sebbene sia un'abitante dell'Isola, Alison è una delle poche persone ai quali gli altri si rivolgono per nome, e non con il numero. È in questo episodio che i giganteschi palloni-guardia vengono chiamati con il loro nome, rover.[13]

## Il dittatore
- Titolo originale: The General
- Diretto da: Peter Graham Scott
- Scritto da: Lewis Greifer

### Trama
Il Numero 6 beve un caffè ai tavolini esterni del ristorante del villaggio quando un uomo che si definisce il Generale invita dall'altoparlante tutti gli interessati a recarsi a casa, perché sta per iniziare il corso di storia del Professore: costui promette un diploma universitario con una semplice lezione televisiva di tre minuti. Improvvisamente però si leva in volo un elicottero e viene proclamato l'allarme arancione: tutti inseguono sulla spiaggia un uomo anziano, che perde un registratore ritrovato dal Prigioniero.
Poco dopo il Professore, che è l'uomo inseguito sulla spiaggia, compare in televisione per spiegare il sistema di apprendimento veloce inventato dal Generale: basato su una sorta di ipnosi, consente di ottenere risultati straordinari, tanto da potere assimilare un intero corso di storia in soli tre minuti. Il Numero 6 assiste alla lezione, piuttosto scettico; poco dopo il Numero 2 arriva in casa sua a cercare il registratore del Professore: gli fa qualche domanda a caso di storia europea dell'Ottocento, lui risponde a proposito, sorprendendosi per primo.
Il Numero 6 si reca nottetempo a disseppellire il registratore nascosto in spiaggia, ma lo trova nelle mani del Numero 12, un giovane ambiguo che gli gira intorno da qualche tempo; sembra essere il braccio destro del Numero 2, eppure cospira per minarne il piano. Nel messaggio registrato, il Professore avverte che il metodo di apprendimento rapido è una trappola, in considerazione del pericolo di lavaggio del cervello che il sistema implica, e invita tutti a annientare il Generale, definendolo un dittatore.
Il Numero 6 si introduce nell'istituto del Professore e scopre al suo posto una scultura di terracotta. Il Numero 12 gli fornisce di nascosto una copia del messaggio del Professore preparata per l'istruzione subliminale e un lasciapassare per introdursi nel luogo da cui si fanno le trasmissioni. Ma la vera identità del Generale è lontanissima da quella che pensa il Prigioniero: introdottosi negli studi televisivi in cui sta per andare in onda la prima parte del progetto di condizionamento degli abitanti del Villaggio, il Numero 6 cerca di sostituire la lezione con il messaggio che mette in guardia dal sistema di apprendimento e invita gli abitanti dell'isola alla ribellione, ma viene bloccato proprio pochi attimi prima che il suo piano si realizzi.
Portato insieme al Numero 12 alla presenza del Numero 2 e del Professore, il Numero 6 scopre finalmente l'identità del Generale: un potentissimo elaboratore elettronico in grado di fornire risposte a qualsiasi domanda. Il Numero 2 vuole sapere da lui chi ha tradito e fornito il gettone al numero 6; per non fare smascherare il suo alleato, il Prigioniero lancia una sfida al Professore, chiedendo di potere fare lui una domanda all'elaboratore, una domanda a cui è sicuro che la macchina non saprà rispondere. Il Professore accetta, ma si accorgerà del suo errore: la domanda del Numero 6 è semplicemente "Perché?', ma sull'Isola una domanda del genere può mettere in crisi un super elaboratore, che infatti si surriscalda e esplode, provocando la morte del Professore ma anche dell'alleato del Numero 2, il Numero 12.
- Altri interpreti: Colin Gordon (Numero 2), John Castle (Numero 12), Peter Howell (il Professore), Betty McDowall (la moglie del Professore).

## Ritorno a casa
- Titolo originale: Many Happy Returns
- Diretto da: Patrick McGoohan (con lo pseudonimo Joseph Serf)
- Scritto da: Anthony Skene

### Trama
Il Numero 6 si sveglia in un Villaggio insolitamente deserto, dove i negozi sono chiusi, non c'è acqua corrente né energia elettrica, e l'unico altro essere vivente ad aggirarsi per le strade è un gatto nero. Dopo un iniziale smarrimento, pensa bene di sfruttare la situazione e costruisce una zattera con cui tentare la fuga via mare. Dopo avere scattato molte fotografie a vari edifici dell'Isola stiva tutto il cibo che può sulla zattera, e si avvia verso la libertà.
Grazie alle proprie conoscenze pratiche e all'allenamento ricevuto, il Numero 6 si costruisce una bussola di fortuna, e utilizza il retro del Tally Ho, il giornale dell'Isola, per tenere un diario di bordo di fortuna. Passano 25 giorni di navigazione, aumentano le miglia percorse, ma calano anche le forze del Prigioniero, che infine crolla esanime. La sua zattera ormai alla deriva viene avvicinata da un'imbarcazione, ma i due uomini a bordo, trafficanti di armi, depredano la zattera delle poche cose rimaste e lo spingono in acqua.
L'addestramento dell'ex agente segreto e il suo spirito di sopravvivenza fanno sì che riesca prontamente a risalire sull'imbarcazione; dopo una breve colluttazione con i due banditi si impadronisce della barca e punta verso la costa. Poco prima di arrivare in vista della terra, però, i due contrabbandieri riescono a liberarsi. Il Prigioniero si getta in acqua, riuscendo a raggiungere riva.
Si incammina verso l'interno e si imbatte in tre zingari che non parlano la sua lingua, poi la vista di un bobby, il classico poliziotto londinese, a un posto di blocco gli fa capire di essere arrivato in Gran Bretagna. Riuscito a salire di nascosto su un camion di passaggio, dopo un breve viaggio il Numero 6 scende a terra: i monumenti e il traffico gli confermano che è riuscito a tornare a casa, a Londra.
Tornato alla sua abitazione il Numero 6 vi trova un nuovo inquilino: è una donna, la signora Butterworth, energica e affabile vedova che lo accoglie nella sua vecchia abitazione e ascolta con comprensione la sua storia, per quanto incredibile. Nel corso del dialogo, il Numero 6 rivela che quel giorno è anche la sua data di nascita, il 19 marzo. Al termine, la signora Butterworth offre il proprio aiuto al Prigioniero, consegnandoli alcuni abiti del marito morto, e le chiavi della Lotus Seven acquisita insieme all'appartamento.
Il Numero 6 torna al proprio ex ufficio, dove racconta la sua storia al collega Peter James. Dopo una iniziale incredulità James, anche grazie alle foto portate dal Numero 6 che documentano vari angoli dell'isola, dà sostegno all'ex dipendente. Ricostruendo il suo viaggio durato 25 giorni, con complicati calcoli che riguardano la forza del vento e quella delle maree, due ufficiali della Marina riescono a restringere l'area dalla quale è partito il Prigioniero a una zona che va dal Portogallo alla Spagna sudoccidentale alla costa marocchina.
Ed è in quella zona che il giorno dopo si reca il Prigioniero a bordo di un jet. Ma quello che non sa è che il pilota del velivolo è stato sostituito all'ultimo momento. Il nuovo pilota si rivela essere un membro dell'organizzazione dell'Isola; così quando il Prigioniero riconosce dall'alto il Villaggio, espelle il sedile del passeggero e lo rimanda in paracadute sull'Isola.
Ad attenderlo nella sua abitazione con una torta di compleanno c'è il nuovo Numero 2, la donna che lui ha conosciuto come signora Butterworth.
- Altri interpreti: Donald Sinden (James), Georgina Cookson (signora Butterworth).
- Il numero di serie del motore della Lotus Seven del Prigioniero è 461034TZ. Il protagonista si presenta alla sua ospite di Londra con il nome di Peter Smith, probabilmente un nome generico, come potrebbe essere in italiano "Mario Rossi". La data di nascita del Numero 6 è il 19 marzo.[15]

## Persecuzione
- Titolo originale: Dance of the Dead
- Diretto da: Don Chaffey
- Scritto da: Anthony Skene

### Trama
È periodo di carnevale anche sull'isola, e il nuovo Numero 2 (per la prima volta, sin dall'inizio, una donna) cerca di convincere il Numero 6 a partecipare ai festeggiamenti. Ma il Prigioniero è sempre riottoso all'idea di conformarsi ai voleri dei suoi carcerieri, e continua con ostinazione a cercare una via di fuga. Durante la notte esce dalla finestra di casa; fermato da un rover, si ferma a dormire sulla spiaggia e al risveglio si imbatte nel cadavere di un uomo, nelle cui tasche trova una radiolina. Il Numero 6 cerca di utilizzare la radio per avere notizie dall'esterno, ma è continuamente sorvegliato, e viene scoperto dalla sua sorvegliante, una donna messa alle sue calcagna dalla Numero 2, che minaccia di denunciarlo.
Tornato al luogo dove ha scoperto il cadavere e la radio, il Prigioniero mette nel portafoglio del morto una sua foto e indicazioni sulla sua situazione nell'Isola, e lo spinge in mare nella speranza che venga recuperato. Ad aspettarlo sulla spiaggia trova il Numero 42, Roland Dutton, un ex collega, che gli espone la sua situazione di predestinato all'eliminazione, dopo che ha confessato segreti ritenuti non interessanti.
Il Numero 6 si decide infine di andare alla festa di carnevale, ma senza travestimento: gli hanno infatti consegnato il vestito con il quale è giunto all'Isola. Mentre gli altri festeggiano in Municipio si intrufola in una stanza segreta, dove ritrova il cadavere dell'uomo della spiaggia. Scoperto dalla Numero 2, è costretto a sottomettersi a un processo farsa, in cui viene accusato della detenzione della radiolina. La sua sorvegliante rappresenta l'accusa, mentre il suo difensore è addirittura la Numero 2, che non trova niente di meglio per lui che richiedere la clemenza della corte, anche a causa della mancata testimonianza dell'unico teste di difesa, il Numero 42, che si presenta in aula vestito da giullare e vistosamente imbottito di farmaci.
La sentenza di condanna è inevitabile, e si tratta di condanna a morte: gli abitanti del Villaggio si lanciano con ferocia all'inseguimento del Prigioniero, che riesce però a seminarli e a trovare rifugio in una stanza segreta del Municipio: qui è però raggiunto dalla Numero 2, che gli lascia la vita, ma gli comunica che per lui non c'è speranza di evasione dall'Isola.
- Altri interpreti: Mary Morris (Numero 2), Norma West (la sorvegliante)
- Questo episodio doveva essere cronologicamente il secondo della serie, come si capisce da un'affermazione del Numero 6, che afferma di essere da poco sull'Isola, e dal suo comportamento insofferente verso una situazione a cui dimostra di non essere ancora abituato.

## Regina, torre, pedina
- Titolo originale: Checkmate
- Diretto da: Don Chaffey
- Scritto da: Gerald Kelsey

### Trama
Il Numero 6 nota che tutti gli abitanti del villaggio si immobilizzano in strada al passaggio di un rover, tranne un anziano signore, il Numero 14, che continua imperterrito. Il Numero 6 incuriosito decide di seguirlo fino a una enorme scacchiera. Il Numero 14 accortosi della presenza del Numero 6, gli chiede di giocare a scacchi. In realtà si tratta di una scacchiera umana, dove le pedine sono proprio gli abitanti del villaggio, comandati dallo stesso numero 14 e dal suo avversario, chiamato semplicemente "il campione". Durante la partita il Numero 6 fa amicizia con la Numero 8 che propone di aiutarlo a fuggire. Improvvisamente il gioco viene interrotto dal Numero 48, che gioca nel ruolo di Torre, il quale di sua iniziativa si sposta dalla sua casella facendo scacco matto. L'uomo, reo di avere disobbedito alle regole del villaggio agendo individualmente, viene prelevato dall'ambulanza e portato in ospedale per il ricondizionamento mentale. La partita riprende e il Numero 14 vince.
Il Numero 14 invita il Numero 6 a fare una passeggiata, durante la quale gli rivela di essere un prigioniero e di avere più volte tentato la fuga senza mai riuscirvi perché raggirato dalle guardie nascoste tra gli abitanti. Il Numero 6 capisce che l'unico modo per lasciare il villaggio è quello di distinguere le guardie dai prigionieri. Il Numero 6 si accorge di essere seguito dalla Numero 8, che gli offre il suo aiuto per andare via, ma l'ex spia londinese rifiuta l'offerta, pensando che la donna sia in realtà una sorvegliante. Il Numero 6 viene raggiunto dal Numero 2 che lo conduce all'ospedale per assistere alla "riabilitazione" della Torre, basata sugli esperimenti del medico russo Ivan Pavlov. Attraverso metodi coercitivi i prigionieri vengono costretti a obbedire inconsciamente alle regole del villaggio. Usciti dall'ospedale, il Numero 6 rivela alla Torre la sua volontà di fuggire e gli spiega come riconoscere i guardiani dai prigionieri: questi ultimi, infatti, sono gli unici che gli obbediscono quando usa il tono autoritario dei sorveglianti. In questo modo i due riescono a crearsi una cerchia di persone fidate con cui attuare il piano di fuga.
Nel frattempo il Numero 2 ipnotizza la Numero 8 facendole credere di essere innamorata del Numero 6 per farlo pedinare. Le mette al collo una medaglietta con un transistor che rileva le pulsazioni cardiache della donna, che aumentano alla vista del Numero 6. Tuttavia, quest'ultimo scopre subito l'arcano e sabota il marchingegno. Torre, che è un esperto di elettronica, costruisce una ricetrasmittente con cui il Numero 6 effettua una chiamata di soccorso, fingendo di essere un aereo costretto a un ammaraggio, raccolta dalla nave Poloska. Dopo varie peripezie, il Numero 6 raggiunge la nave Poloska che in realtà appartiene al villaggio. A quel punto il Numero 6 scopre di essere stato tradito dalla Torre, che lo ha erroneamente scambiato per un guardiano rivelando il suo piano di fuga al Numero 2. 
- Altri interpreti: Ronald Radd (la Torre), Patricia Jessel (psichiatra), Peter Wyngarde (Numero 2), Rosalie Crutchley (la Regina).
- Il primo titolo italiano si ispira probabilmente al titolo di lavorazione originale The Queen's Pawn ("Pedina della Regina"), un gioco di parole basato sul fatto che Numero 6 era stato recentemente al servizio della Regina d'Inghilterra.

## Passa un giorno, passa l'altro
- Titolo originale: Hammer Into Anvil
- Diretto da: Pat Jackson
- Scritto da: Roger Woddis

### Trama
Una donna (la Numero 73), piange stesa sul letto dell'ospedale del villaggio, con i polsi fasciati, dopo avere tentato il suicidio. Il Numero 2 le chiede informazioni sul marito, ma la Numero 73 è restia a rispondere, anche quando l'uomo le mostra le foto dell'uomo in compagnia di altre donne. Il Numero 6, che passa per caso nelle vicinanze, sente le urla della donna e accorre in suo aiuto. L'ingresso nella stanza del Numero 6 distrae gli infermieri e la donna, divincolatasi, si suicida buttandosi dalla finestra. L'intervento del Numero 6 manda su tutte le furie il Numero 2 che lo chiama a rapporto nel suo ufficio.
Il Numero 2 ordina al Prigioniero di rivelargli il suo segreto, minacciandolo con una spada, ma questo rifiuta di parlare. Il Numero 2 lo sfida, pronunciando le parole di Goethe "Du mußt Amboß oder Hammer sein" (devi essere incudine o martello). Uscito dall'ufficio del Numero 2, il Numero 6 entra nel negozio del villaggio, acquista il quotidiano locale (The Tally Ho) e chiede al negoziante di ascoltare tutte le sei copie del disco dell'Arlésienne di Bizet. Utilizzando il giradischi presente in negozio, il Numero 6 ascolta tutti i vinili per pochi secondi annotando delle informazioni su un foglietto. Infine, esce dal negozio senza acquistare nessun disco e lascia il Tally Ho sul bancone. Il negoziante, insospettito dal comportamento anomalo del Numero 6, nota che sul quotidiano è stata cerchiata la parola “sicurezza”, su cui è stato posto un punto interrogativo. Il negoziante raggiunge subito il Numero 2 per spiegargli l'accaduto. Questo ascolta i dischi ma si accorge che i solchi sono identici tra di loro, pertanto non riesce a comprendere il gesto del Numero 6.
Il Numero 2 spia il Prigioniero nella sua stanza intento a scrivere qualcosa su un blocco note, poi manda il suo assistente (il Numero 14) a rubare il blocchetto e analizzandolo con uno speciale macchinario legge la seguente frase: Per X.0.4. Risposta al vostro quesito in disco di Bizet. Instabilità Numero 2 confermata. Seguono particolari, firmato D6. Da quel momento in poi, il Numero 6 fa credere al Numero 2 che ci sia un complotto alle sue spalle; ne mina la stabilità mentale con atteggiamenti apparentemente incomprensibili: nasconde fogli bianchi nel battello sulla spiaggia, parla delle sue condizioni mentali con lo psichiatra del villaggio, richiede al capo della banda musicale di suonare la Farandola della suite l'Arlesiana e fa pubblicare un messaggio sul quotidiano locale. La messa in scena del Numero 6 sortisce il suo effetto: il Numero 2 non si fida più di nessuno, tanto da licenziare il suo assistente e il Numero 14. Il Prigioniero va nell'ufficio del Numero 2, ormai rimasto solo dopo avere allontanato tutti, e lo convince di essere incapace a svolgere il suo lavoro. Alla fine, il Numero 2 chiama i suoi capi e si solleva dall'incarico; il Numero 6 ha vinto la sfida.
- Altri interpreti: Patrick Cargill (il Numero 2)
- Il messaggio “cifrato” che il Prigioniero detta all'impiegata del giornale è Hay mas mal in Aldea que se sueña, in totale otto parole, ma gliene fa pagare nove: forse perché la corretta citazione dal Don Chisciotte di Cervantes è Hay mas mal en el aldehuela que se sueña, “c'è più male nel paesello di quanto si sappia”.

## Il complotto
- Titolo originale: It's Your Funeral
- Diretto da: Robert Asher
- Scritto da: Michael Cramoy

Una giovane donna, la numero 50, entra in casa del Prigioniero e lo sveglia al mattino per chiedergli di aiutarla a prevenire un omicidio; sospettando che sia inviata da chi governa l'Isola, il Numero 6 la caccia fuori, poi si lascia impietosire dalle sue lacrime.
Nella sala di controllo, il Numero 2 chiede una previsione al computer dei movimenti del Numero 6 durante l'arco della giornata; invia il suo attendente Numero 100 alla palestra di kosho dove il Prigioniero ha il suo allenamento quotidiano. L'uomo sostituisce l'orologio da polso nell'armadietto con uno identico ma guasto. Finita la palestra, il Numero 6 si reca da un orologiaio e si accorge che l'anziano negoziante sta preparando un detonatore per un ordigno.
La Numero 50 gli rivela che l'orologiaio è suo padre, convinto a entrare in una congiura per eliminare in pubblico il Numero 2. Il Prigioniero teme conseguenze per tutti gli abitanti del Villaggio e si reca a avvertire il Numero 2. Quest'ultimo tuttavia è il mandante sia della Numero 50 che del Numero 100.
Il Prigioniero entra nottetempo con la Numero 50 nel laboratorio del padre, e scopre che l'orologiaio sta montando una carica esplosiva dentro il medaglione che il Numero 2 indosserà nel corso della cerimonia pubblica per passare le consegne al suo successore, dal momento che va in pensione. Tornato nel suo ufficio, si rende conto che il Numero 2 che lui ha avvertito dell'attentato è quello che entrerà in carica, non quello collocato a riposo. Intuisce un complotto dell'organizzazione stessa per eliminare platealmente uno dei propri dirigenti.
Il giorno della cerimonia, il Numero 6 e la Numero 50 si mischiano alla folla in pubblico, fiché scoprono che l'orologiaio si nasconde sul campanile con il suo detonatore radio. Il Numero 6 riesce a impedire l'attentato prima che il Numero 2 uscente consegni la medaglia al suo successore, stupito che non sia accaduto nulla. L'ex Numero 2 riesce a lasciare incolume il Villaggio in elicottero.
- Altri interpreti: Wanda Ventham (la responsabile delle previsioni al computer), Annette Andre (Numero 50), Mark Eden (Numero 100), André van Gyseghem (il vecchio Numero 2), Derren Nesbitt (il nuovo Numero 2), Martin Miller (l'orologiaio).
- Il kosho, l'arte marziale praticata in palestra dal Numero 6, è inventata; apparentemente consiste in un combattimento tra due avversari muniti di casco, che si affrontano su due tappeti elastici separati da una vasca piena d'acqua, su un lato dei quali c'è uno stretto passaggio sopraelevato con passamano per aggrapparsi: vince il primo che fa cadere nell'acqua l'avversario.

## L'asociale
- Titolo originale: A Change of Mind
- Diretto da: Patrick McGoohan
- Scritto da: Roger Parkes

### Trama
Il Numero 6 si sta allenando all'aperto con gli attrezzi che lui stesso ha costruito per tenersi in forma quando viene aggredito da due abitanti del Villaggio che lo considerano asociale. Ha la meglio, ma viene denunciato al Comitato, davanti al quale gli abitanti sono indotti a confessare il proprio pentimento e adeguarsi alla vita nel Villaggio. Il Numero 6 naturalmente affronta il Comitato senza alcuna intenzione di “ravvedersi” e per questo subisce l'ostracismo degli altri abitanti.
Viene tradotto davanti a un “gruppo sociale” dove incontra una virulenza degna della rivoluzione culturale cinese. Tutti lo evitano, un sottocomitato di donne si presenta in casa sua per minacciarlo di adattarsi. Viene dichiarato ufficialmente “asociale” e il Numero 2 gli preannuncia che sarà sottoposto a una cura chirurgica per guarire dall'asocialità. Aggredito dai cittadini guidati dalle donne del sottocomitato, il Prigioniero viene condotto in ospedale. Qui interviene su di lui una dottoressa, la Numero 86, che lo lobotomizza tramite un bombardamento ultrasonico sulle tempie.
È lei che lo riaccompagna a casa dopo l'intervento, ma il Numero 6 riesce a evitare di bere il tè quando nota che la donna vi scioglie dentro una pastiglia. Il Numero 2 arriva e approfitta della sua condizione per interrogarlo. La domanda è sempre la stessa: perché ha dato le dimissioni? In realtà non è mai stato operato, glielo hanno solo fatto credere. Il Numero 6 è perplesso. Riesce a evitare una seconda volta che la Numero 86 gli somministri un medicinale. Riesce anche a ipnotizzare la donna e a fornirle delle istruzioni inconsce, poi si reca dal Numero 2 proponendogli di fare una confessione in pubblico.
Convinto dalla sua sincerità, e che la cosa possa indurre altri a confessare, il Numero 2 raduna gli abitanti del Villaggio, ma a questo punto la Numero 86 opportunamente indottrinata lo accusa davanti a tutti di essere un asociale, e il Prigioniero rincara la dose. I cittadini cacciano il Numero 2.
- Altri interpreti: John Sharp (Numero 2), Angela Browne (Numero 86), Michael Billington (un abitante aggressivo).

## Lo scacco del barbiere
- Titolo originale: Do Not Forsake Me Oh My Darling
- Diretto da: Pat Jackson
- Scritto da: Vincent Tilsley

### Trama
Arriva in elicottero sull'Isola un uomo conosciuto solo come Colonnello, senza sapere perché vi è stato inviato in missione. Il Numero 2 gli parla della macchina del professor Seltzman che è in grado di scambiare la menti di due uomini che vi siano collegati. Fa prelevare il Numero 6 dal suo alloggio e lo collega insieme al Colonnello.
Il Prigioniero si risveglia nella sua casa di Londra, ma nel corpo del Colonnello. Non ha alcuna memoria dell'Isola, e quando incontra Janet, la sua fidanzata che non lo riconosce, viene a sapere che è passato un anno dalla sua scomparsa, mentre per lui è passato un giorno. Si reca dal proprio superiore, Sir Charles (che è anche il padre di Janet), il quale però si rifiuta di riconoscerlo. Il Prigioniero ha capito che c'è di mezzo la macchina di Seltzman. Si fa riconoscere da Janet in modo inequivocabile, quindi si reca a ritirare presso un fotografo un rullino di negativi che aveva portato a sviluppare un anno prima. Selezionando le diapositive secondo un codice numerico basato sul nome Seltzman, il Prigioniero identifica la località di Kandersfeld in Austria. Con la sua Lotus si reca al porto di Dover e si imbarca per il continente, proseguendo fino in Austria. Ritrova Seltzman e riesce a convincerlo della propria identità. Perché gli hanno fatto questo? Per fare in modo che ritrovasse il professore e li conducesse da lui. Esiste un procedimento inverso per la macchina dello scambio mentale, e tutti lo vogliono. Il Prigioniero è stato seguito; lui e il professore vengono trasportati sull'isola. Seltzman accetta di mostrare il procedimento inverso solo perché deve restituire il corpo al Numero 6, ma durante l'esperimento opera un altro scambio: trasferisce la propria mente nel corpo del Colonnello e lascia il Villaggio in elicottero, mentre l'altro muore nel suo corpo.
- Altri interpreti: Zena Walker (Janet Portland), Clifford Evans (Numero 2). Nigel Stock (il colonnello).
- Per quasi tutto l'episodio il ruolo del Numero 6 è recitato dall'attore Nigel Stock, perché McGoohan stava nel frattempo girando il film Base artica Zebra.

## Fantasia e realtà
- Titolo originale: Living in Harmony
- Diretto da: David Tomblin
- Scritto da: David Tomlin e Ian L. Rakoff

### Trama
In un'ambientazione da far west nell'Ottocento americano il Numero 6 è uno sceriffo che ha dato le dimissioni riconsegnando la stella e la pistola. Viene aggredito da sei uomini e trasportato in un remoto villaggio di nome Armonia. Entrato in un locale pubblico fa la conoscenza di Kathy, poi del Giudice, che gli domanda perché abbia rassegnato le dimissioni e si offre di assumerlo. Il Prigioniero si rifiuta, viene perciò messo in galera dal momento che il Giudice è anche sceriffo della città. Dalla cella accanto viene prelevato Johnson, il fratello di Kathy, per essere impiccato a un albero.
Kathy seduce e distrae il Ragazzo, che il Giudice ha messo di guardia, gli ruba la chiave della cella e la passa al Prigioniero, poi lo raggiunge quando lui sta per lasciare a cavallo Armonia gli dice che c'è una sola via per fuggire: verso nord. Ma viene di nuovo catturato e trascinato ad Armonia, dove deve assistere a un processo sommario contro Kathy, accusata di averlo aiutato a evadere. La donna viene condannata; il Giudice è disposto a graziarla se il Prigioniero accetta di lavorare per lui come nuovo sceriffo. In questo modo è costretto a dire di sì, si appunta la stella ma non vuole la pistola.
Kathy è libera; gli uomini del Giudice aggrediscono il nuovo sceriffo per fargli capire che il suo compito non sarà facile senza armi, ma li mette fuori combattimento. Ancora deciso a lasciare Armonia dà appuntamento a Kathy fuori dal paese, si libera delle guardie che presidiano il passo ma lei non può raggiungerlo: il Ragazzo l'ha strangolata perché, innamorato di lei, è stato respinto. Infuriato, il Prigioniero getta la stella e prende la pistola. Sfida a duello il Ragazzo e lo uccide, ma il Giudice lo affronta con i suoi uomini e il Numero 6 viene colpito.
Riprende coscienza al Villaggio, dove si rende conto di avere vissuto in una realtà ricreata con l'uso di allucinogeni: il Ragazzo è in realtà il Numero 8, il Giudice è il Numero 2 e anche Kathy è la Numero 22. A quanto pare però non è il solo a essere rimasto catturato a fondo dalla ricreazione: la Numero 22 è innamorata di lui e il Numero 8 la strangola prima di togliersi la vita.
- Altri interpreti: Alexis Kanner (Il Ragazzo, Numero 8), David Bauer (Numero 2, il giudice), Valerie French (Kathy, Numero 22)
- Non venne trasmesso durante la prima programmazione della serie negli USA a causa del rifiuto del Numero 6 di portare un'arma da fuoco, che avrebbe potuto essere interpretato come una critica al contemporaneo impegno bellico degli Stati Uniti nella guerra del Vietnam.[16]

## Fuga dalla morte
- Titolo originale: The Girl Who Was Death
- Diretto da: David Tomblin
- Scritto da: Terence Feely

### Trama
Durante una partita a cricket un agente segreto, il colonnello Hawke, viene ucciso con una palla esplosiva. Il futuro Prigioniero viene incaricato di seguire le stesse indagini, per individuare uno scienziato pazzo che ha intenzione di distruggere Londra mediante il lancio di un razzo. Il Prigioniero riesce a evitare un secondo attentato dinamitardo, poi viene attirato in un percorso a trappole da una misteriosa donna: rimane quasi avvelenato bevendo birra in un pub, rischia di essere bollito vivo in un bagno turco e poi deve affrontare un pugile sul ring.
Insegue la donna sulle giostre di un parco giochi, poi segue la sua auto fino a un borgo abbandonato, disseminato di trappole mortali. La donna lo colpisce con un bazooka quindi prende il volo su un elicottero, senza sapere che lui non solo è sfuggito alla morte, ma si è arrampicato sul velivolo e l'ha seguita. L'elicottero atterra presso un faro, dove si nasconde lo scienziato pazzo. L'uomo è il padre della donna; vestito da Napoleone Bonaparte, è in procinto di lanciare il suo razzo sulla capitale inglese: il faro stesso è il missile esplosivo, ma il Prigioniero riesce a sabotarlo e farlo esplodere.
Tutto l'episodio è in realtà un racconto che il Numero 6 legge a alcuni bambini nel Villaggio per farli addormentare. Il Numero 2, che nel racconto era lo scienziato pazzo, rimprovera la sua assistente perché neanche in questo caso ideato da lei si è riusciti a sapere qualcosa sulle motivazioni delle sue dimissioni. In realtà il Prigioniero sa di essere ascoltato e osservato a distanza.
- Altri interpreti: Kenneth Griffith (lo scienziato pazzo/il Numero 2), Justine Lord (la figlia dello scienziato).

## Le sette età dell'uomo
- Titolo originale: Once Upon A Time
- Diretto da: Patrick McGoohan
- Scritto da: Patrick McGoohan

### Trama
All'Isola viene richiamato un precedente Numero 2, già visto nel secondo episodio, Servizi segreti, assolutamente deciso a fare parlare il Prigioniero con un metodo chiamato “trattamento completo”. Mentre è nel letto il Numero 6 viene bombardato da onde che lo fanno regredire allo stato mentale dell'infanzia. Il Numero 2 si chiude con lui in una camera sotterranea che definisce “sala embrione”; vi rimarranno per una settimana, e solo uno dei due ne uscirà vivo.
Il Numero 6 viene progressivamente fatto passare attraverso le esperienze della propria vita: la scuola, la vita sportiva (incontri di boxe e di scherma con il Numero 2, che tenta in tutti i modi di fargli confessare il motivo delle dimissioni), poi il servizio militare durante la guerra in aviazione, la prigionia in Germania. Il processo termina in un'inversione di ruoli nella quale a soccombere è il Numero 2, che cade a terra morto.
Nella stanza entra il supervisore, che riconosce la vittoria del Prigioniero e gli domanda cosa desideri. Lui chiede di essere portato dal Numero 1. Il supervisore lo precede all'esterno. 
- Altri interpreti: Leo McKern (il Numero 2), Angelo Muscat (il maggiordomo).
- In origine avrebbe dovuto essere l'ultimo di una prima serie di 13 episodi, seguita da una seconda serie di altrettanti: però nel corso delle riprese McGoohan cambiò idea e divenne la prima parte di un lungo episodio finale diviso in due puntate. Durante la lavorazione, sia McGoohan che McKern raggiunsero uno stato vicino alla psicosi.[17] Per la prima volta nei titoli viene riconosciuto Angelo Muscat, l'attore che fino dal primo episodio recita nel ruolo del maggiordomo.

## Evasione
- Titolo originale: Fall Out
- Diretto da: Patrick McGoohan
- Scritto da: Patrick McGoohan, Kenneth Griffith

### Trama
Dopo un breve riepilogo dell'episodio precedente, il Numero 6 accompagnato dal Maggiordomo e dal Supervisore viene condotto in una enorme caverna, nella quale sono presenti, oltre a varie apparecchiature, diversi personaggi che indossano una maschera per metà bianca e per l'altra metà nera (lo stesso Supervisore ne indosserà una e si siederà in mezzo a loro), davanti ai quali è posto un grande scranno governato dal Presidente in funzione di giudice. Il Presidente si congratula con il Numero 6 per avere superato l'ultima prova, così da meritare la libertà e l'onore di essere considerato nuovamente un individuo. Egli verrà inoltre invitato a sedersi su un trono per assistere a un processo celebrato contro alcuni individui che hanno osato ribellarsi al sistema. In particolare vengono interrogati due esempi, ossia il Numero 48 (esponente della ribellione giovanile) e il Numero 2 dell'episodio precedente, riportato in vita (esponente della ribellione della classe governante). Al Numero 6 viene offerta la possibilità di diventare il nuovo leader del Villaggio ovvero di andarsene. Il Presidente decide comunque che è arrivato il momento di condurre il Numero 6 al cospetto del Numero 1. Attraversato un corridoio, egli giunge in una stanza dove dopo il processo il Numero 2 e il Numero 48 sono stati rinchiusi, e qui il Maggiordomo gli indica la strada per incontrare il Numero 1. Il Numero 6 entra in una stanza dove vengono riprodotte alcune scene della sua permanenza nel Villaggio in uno schermo, davanti al quale si trova un individuo che indossa una tonaca bianca con la scritta "1" e la maschera dei "portavoce" della caverna. Il Numero 6 si avvicina, afferra la maschera e la strappa dal viso del Numero 1: al di sotto, però, si trova un'altra maschera che rappresenta una scimmia, la quale viene nuovamente strappata dal viso del Numero 1 e finalmente si viene a sapere la sua vera identità. Il Numero 1 non è altro che lo stesso Numero 6! Il Numero 1 fugge, mentre il Numero 6 prende possesso della sala di controllo innescando il timer del razzo: successivamente, con l'aiuto del Numero 2, del Numero 48 e del maggiordomo, il Numero 6 riesce a eludere la sorveglianza e a risalire nella caverna, dove con le armi sconfiggono le forze di guardia fuggendo poi a bordo del camper dove il Numero 6 e il Numero 2 si trovavano alla fine dell'episodio precedente. I quattro prendono la via di Londra: il Numero 48 lascia i compagni di viaggio decidendo di proseguire in autostop. Gli altri tre giungono a Londra. Giunti al Big Ben, il Numero 2 si dirige verso un edificio (probabilmente quello dove egli lavorava) mentre il Maggiordomo e il Numero 6 si dirigono verso la dimora di quest'ultimo. Il Maggiordomo entra in casa (con numero civico "1" e una porta ad apertura automatica, proprio come nel Villaggio), mentre il Numero 6 (che nei titoli di coda viene menzionato come "il Prigioniero", a differenza degli altri attori che verranno citati con nome e cognome) sale a bordo della sua Lotus Seven allontanandosi nel traffico londinese.
- Special guest star: Leo McKern, Kenneth Griffith, Alexis Kanner
- Altri interpreti: Angelo Muscat, Peter Swanwick, Michael Miller